# Conde da Figueira
O título de Conde da Figueira foi concedido por D. João VI, sendo ainda regente, por decreto de 13 de Maio de 1810, a José Maria Rita de Castelo Branco Correia da Cunha Vasconcelos e Sousa.

## Titulares
- 1 - D. José Maria Rita de Castelo-Branco (5.02.1788 - 16.03.1872)
- 2 - D. José Jorge Machado de Mendonça Eça Castro Vasconcelos de Castelo-Branco (1.10.1828 - 8.09.1918)

Após a implantação da República Portuguesa foram pretendentes:
- 3 - D. Luís José Machado de Mendonça Eça Osório Castelo-Branco Vasconcelos e Sousa (29.10.1861 - 13.07.1939)
- 4 - D. Jorge Francisco Machado de Castelo-Branco (3.09.1865 - 27.05.1942)
- 5 - Bento de Carvalho Daun e Lorena (17.01.1890 - 1960)
- 6 - Bento do Carmo de Sousa e Vasconcelos de Carvalho (17.06.1944 - )